# トランザム7000VS激突パトカー軍団
『トランザム7000VS激突パトカー軍団』（英題：Smokey and the Bandit II）は、1980年に制作されたアメリカ合衆国のアクション映画。『トランザム7000』の続編である。

## あらすじ
テキサス州の大富豪、イーノス親子にフロリダ州マイアミからテキサス州ダラスまで象の輸送を頼まれる彼らだが、前作のジャスティス保安官は親戚を交えて勢いを増している。そして、その保安官に誘われた主人公が見たものは……。

## 概要
作品の終盤でアメリカ・カナダ・メキシコの警察のパトカー（ジャスティスの兄弟が率いているという設定）が200台以上登場し、主人公のトランザムを追い回すシーンが見所。
なお、本作での「トレーラーの隊列とパトカーの軍団戦」については1978年公開の映画『コンボイ』の影響とする説もあるが、前作『トランザム7000』ではトレーラーの隊列が主人公を援護する場面やトレーラーによるパトカーの破壊などが描かれており、本作では前作のコンセプトを踏襲している。

## キャスト
| 役名                            | 俳優                   | 日本語吹替 | 日本語吹替                             | 日本語吹替 |
| 役名                            | 俳優                   | テレビ朝日版 | ソフト版                               |            |
| ------------------------------- | ---------------------- | --- | -------------------------------------- | ---------- |
| ボー・ダービル "バンディット"   | バート・レイノルズ     | 田中信夫 | 菅生隆之                               |            |
| キャリー                        | サリー・フィールド     | 神保共子 | 佐々木優子                             |            |
| クリーダス・スノー "スノーマン" | ジェリー・リード       | 大塚周夫 | 大塚芳忠                               |            |
| ビュフォード・T・ジャスティス   | ジャッキー・グリーソン | 富田耕生 | 辻親八                                 |            |
| ジャスティスJr.                 | マイク・ヘンリー       | 青野武 | 相沢まさき                             |            |
| イタリア人医師                  | ドム・デルイーズ       | 滝口順平 | 西村知道                               |            |
| ビッグ・イーノス                | パット・マコーミック   | 勝田久 | 福田信昭                               |            |
| リトル・イーノス                | ポール・ウィリアムズ   | 大竹宏 | 加瀬康之                               |            |
| 不明 その他                     | N/A                    | 島香裕 千田光男 田中康郎 片岡富枝 大塚芳忠 竹口安芸子 頓宮恭子 田口昴 坂口征平 笹岡繁蔵 山口健 飯塚はる美 城山堅 熊谷誠二 石森達幸 | 有本欽隆 青山穣 加藤亮夫 咲野俊介 ほか |            |
|                                 |                        | |                                        |            |
| 演出                            | 演出                   | 左近允洋 | 神尾千春                               |            |
| 翻訳                            | 翻訳                   | 鈴木導 | 税田春介                               |            |
| 効果                            | 効果                   | PAG |                                        |            |
| 調整                            | 調整                   | 栗林秀年 |                                        |            |
| 制作                            | 制作                   | グロービジョン | ACクリエイト                           |            |
| 解説                            | 解説                   | 淀川長治 |                                        |            |
| 初回放送                        | 初回放送               | 1984年4月1日 『日曜洋画劇場』 |                                        |            |

## スタッフ
- 監督：ハル・ニーダム
- 製作：モート・エンゲルバーグ
- 製作総指揮：ロバート・L・レヴィ
- 原案：ハル・ニーダム、ロバート・L・レヴィ
- 脚本：ジェームズ・リー・バレット、チャールズ・シャイア、アラン・マンデル
- 撮影：マイケル・C・バトラー
- 音楽：スナップ・ギャレット

## 登場車両
- 1980年型ポンティアック・ファイヤーバード・トランザム

"バンディット"（バート・レイノルズ）が使用。
- 1980年型GMC・ジェネラル(GMC General)

"スノーマン"（ジェリー・リード）の乗るトラック。
- 1980年型ポンティアック・ボンネビル(Bonneville)

ジャスティス親子が使用するパトカー。
当時最新型ながら前作同様徐々に壊されていく。
- 1977年型ポンティアック・ル・マンズ(Le Mans)

キャリーが結婚式場から抜け出す際に乗った車。ハネムーンカーの装飾が施されている。
その後トランザムの購入資金として売り払われた。
- 1980年型ポンティアック・グランド・ル・マンズ(Grand Le Mans)

ジャスティスの兄弟がパトカーとして使用。
また、カナダの兄弟もパトカーとして使用しているがこちらはル・マンズである。
ジャスティス親子のボンネビル同様最新型であるが終盤で破壊される。

## パッケージソフト
2005年にユニバーサル・ピクチャーズ・ジャパンからシリーズ3作品をセットにしたDVD版が発売された。
本作『トランザム7000 VS 激突パトカー軍団』と次回作『トランザム7000 PART3』を同時収録したDVD版が、2011年にリリースされた他、2012年に再発売されている。

## 関連作品
シリーズ第1作『トランザム7000』の成功を受け、ハル・ニーダム監督と主演のバート・レイノルズとのコンビでにより、本作以外に以下の作品が製作された。
- トランザム7000 Part3 (en:Smokey and the Bandit Part 3)
- グレートスタントマン
- キャノンボール
- キャノンボール2
- ストローカーエース